# Европейский муфлон
Европейский муфлон (лат. Ovis gmelini musimon или Ovis orientalis musimon) — жвачное парнокопытное животное рода баранов. Подвид муфлонов. Распространён на Корсике, Сардинии и некоторых других областях Южной Европы. Акклиматизирован в Крыму.